# Nesophrosyne ryukyuensis
Nesophrosyne ryukyuensis är en insektsart som beskrevs av Hajime Ishihara 1965. Nesophrosyne ryukyuensis ingår i släktet Nesophrosyne och familjen dvärgstritar. Inga underarter finns listade i Catalogue of Life.